# بژودا
بژودا (به لاتین: Bezhuda) یک منطقهٔ مسکونی در روسیه است که در داغستان واقع شده‌است.